# Holger Böhme
Holger Böhme (* 1965 in Dresden) ist ein deutscher Autor sowie Hörspiel- und Theaterregisseur.

## Leben und Wirken
Zunächst arbeitete Holger Böhme ab 1983 als Transportarbeiter, später als Beleuchter am Staatsschauspiel Dresden. 1990 wechselte er ans Dresdner Brettl, wo er unter der Leitung von Friedrich-Wilhelm Junge als Beleuchtungsmeister angestellt war. Im selben Jahr machte er mit dem Hörspiel Es ist noch einmal gut gegangen mit Jörg Gudzuhn in der Hauptrolle auf sich aufmerksam. Er übernahm 1991 die Regie in dem Lene-Voigt-Programm Sächsische Variationen, bei dem er gemeinsam mit dem Schauspieler Tom Pauls die Figur der Ilse Bähnert entwickelte, welche später zu einer Paraderolle von Pauls wurde. Anfang der 90er-Jahre erwarb er gemeinsam mit Pauls einen alten Lastkahn und gründete zusammen mit Friedrich-Wilhelm Junge, Pauls und anderen den Theaterkahn Dresden, der 1994 als neue Spielstätte des Dresdner Brettls den Spielbetrieb aufnahm. In der Folge übernahm er zahlreiche Regiearbeiten, vor allem am Dresdner Brettl, aber auch an anderen Bühnen. Böhme schrieb weiterhin Hörspiele, so 1994 Krauses Tod in der Regie von Joachim Staritz mit Axel Wandtke in der Rolle des Jochen. Böhme schrieb und inszenierte 1994 das Theaterstück Ausgebremst oder der Traum vom Fahren, das 1995 am Dresdner Brettl uraufgeführt wurde. Er erfand in diesem Stück die Figur des Lothar, welche zu einer weiteren populären Rolle von Pauls wurde.
1997 gründete Böhme gemeinsam mit dem Puppenspieler Jörg Bretschneider und dem Bühnenbildner Mathias Hänsel das Dresdner Figurentheater, wo er mehrere Stücke sowohl für Kinder als auch für Erwachsene inszenierte.
Seit 2000 ist Böhme freischaffender Regisseur und Autor. 2005 begann seine regelmäßige Zusammenarbeit mit dem Kabarett Academixer in Leipzig, sowohl als Autor als auch als Regisseur. Unter anderem inszenierte er die Stücke Sitzenbleiber, Oberhalb der Gürtellinie und Gib’s doch zu.
2000 veröffentlichte Böhme seinen ersten Erzählband, Die Forelle, 2005 folgte Klingel defekt! und 2008 der Roman Frau Brumbolski, die anderen und ich. Außerdem ist er Autor einer Vielzahl von Hörspielen, zum Beispiel In einem Zug mit Axel Prahl. Für Sonnenwende. Toter Hund wurde Böhme 2002 mit dem Zonser Hörspielpreis ausgezeichnet.
In den letzten Jahren tritt Böhme zunehmend als Autor von Theaterstücken in Erscheinung, so mit den jeweils uraufgeführten Stücken Gib alles (2014), Bauland (2015) sowie Lothar und der große Geist (2016) mit Tom Pauls und Jörg Schüttauf.
Zahlreiche Gastspiele führten ihn nach Italien, Mexiko, die Türkei und Belgien.
Seit August 2017 ist Böhme Intendant des Theaterkahns.

## Auszeichnungen
- 2002: Zonser Hörspielpreis für Sonnenwende – Toter Hund, Regie: Joachim Staritz (SRF/ORB/NDR).[7]
- 2017: Robert-Geisendörfer-Preis für Die meisten Afrikaner können nicht schwimmen, Regie: Stefan Kanis (MDR)
- 2018: Zonser Hörspielpreis für Manitu, Regie: Gabriele Bigott (MDR)

## Stücke
- 1991: Sächsische Variationen (Regie)
- 1992: Der Tod und das Mädchen (Regie)
- 1992: Bitte leise zum letzten Bild (Regie)
- 1993: Die unheilige Jungfrau der Saftpresse (Uraufführung, Regie)
- 1993: Thema Nr. Zwo (Regie)
- 1993: Hundeherz (Regie)
- 1994 Das Jahrmarktsfest zu Plundersweilern (Regie)
- 1994: Liebesbriefe (Regie)
- 1994: Indien (deutsche Erstaufführung, Regie)
- 1995: Jenseits der Hast (Regie)
- 1995: Das kunstseidene Mädchen (Regie)
- 1996: Die kleinen Freuden des Lebens (deutsche Erstaufführung, Regie)
- 1997: Ausgebremst oder der Traum vom Fahren (Autor, Regie)
- 1997: Der Zimmerspringbrunnen (Regie)
- 1998: Goldrausch (Autor, Regie)
- 1999: Die Leiche im Keller (Regie)
- 1999: Der Fall (Albert Camus) (Bühnenfassung, Regie)
- 1999: Der Heiratsantrag (Regie)
- 1999: Wie werd Millionär (Uraufführung, Autor, Regie)
- 2000: Tanz der Unterwelt (Regie)
- 2001: Kunst (Regie)
- 2002: Strategie eines Schweins (Regie)
- 2002: Zwiefach sind die Phantasien (CD, Regie)
- 2002(?): Tannhäuser (Regie)
- 2003: Schwarze Augen – Eine Nacht im Russenpuff (Regie)
- 2003: Die Olsenbande dreht durch (Regie)
- 2004: Tod eines Handlungsreisenden (Regie)
- 2005: Taxi, Taxi oder Der doppelte Ehemann (Regie)
- 2005: Klingel defekt! (Erzählungen)
- 2006(?): Psycho (Regie)
- 2006(?): Leichen verschickt man, Frauen ziehen sich aus (Regie)
- 2007: Fernsehkommissare haben’s gut (Regie)
- 2007: Kauf mich! (Regie)
- 2007: Die Grönholm Methode (Regie)
- 2008: Frau Brumbolski, die anderen und ich (Roman)
- 2009(?): In der Nacht ißt der Mensch nicht gern alleine (Regie)
- 2009(?): Ein Mann räumt auf oder das verliebte Einweckglas (Regie)
- 2009: Au Backe (Regie)
- 2009: Kamasutra will gelernt sein (Regie)
- 2009(?): Die Geschichte vom kleinen Muck (Regie)
- 2009: Der Feuermann (Regie)
- 2010(?): Die Säulen der Macht oder Die Geschichte einer Tigerin (Regie)
- 2010: Der letzte Raucher (Regie)
- 2010: Lothar und der Kormoran (Autor, Regie)
- 2010: Hans im Glück oder was ist deutsch mit Friedrich-Wilhelm Junge (Regie)
- 2010: Die sieben Tage des Simon Labrosse (Regie)
- 2014: Gib alles (Regie)
- 2015: Bauland (Autor, Regie)
- 2016: Lothar und der große Geist (Autor, Regie)
- 2018: Dieter und der Wolf (Uraufführung, Regie)
- 2019: Oleanna (Regie)

## Hörspiele
- 1990: Es ist noch einmal gut gegangen (Autor)

Ursendung: DS Kultur 1990, 36'40, Regie: Barbara Plensat
- 1991: Ausbruch (Autor)

Ursendung: ORB 1992, Regie: Achim Scholz
- 1992: Krauses Tod (Autor)

Ursendung: ORB 1994, 47'52, Regie: Joachim Staritz
- 1993: Still, Mutter (Autor)

Ursendung: MDR 1997, 40'17, Regie: Joachim Staritz
- 1996: Stillleben mit Dorf und Leichen (Autor)

Ursendung: ORB/RB 1996, 54'17, Regie: Joachim Staritz
- 2002: Sonnenwende. Toter Hund (Autor)

Ursendung: SFB 3, 6. April 2002, 52'10, Regie: Joachim Staritz
- 2003: Spritztour mit Leichenwagen (Autor)

Ursendung: DLR 2003, 49'46, Regie: Wolfgang Rindfleisch
- 2004: Von der Liebe und von anderen Einsamkeiten 1-5 (Autor)

Ursendung: RBB Kulturradio ab 21. Juni 2004, Regie: Gabriele Bigott
- 2005: In einem Zug (Autor)

Ursendung: RBB/DLF 2005, 46'15, Regie: Barbara Plensat
- 2010: Der Fall Karassek (Autor)

Ursendung: 1. Oktober 2010, RBB Kulturradio, 54'12, Regie: Ulrich Lampen
- 2013: Der Kormoran (Autor)

Ursendung: 23. Juni 2013, MDR Figaro, 54'30, Regie: Gabriele Bigott (Hörspiel des Monats Juni 2013)
- 2016: Die meisten Afrikaner können nicht schwimmen (Autor)

Ursendung: 21. August 2016, MDR KULTUR, 48'45, Regie: Stefan Kanis
- 2017: Manitu (Autor)

MDR 2017, 48'31, Regie: Gabriele Bigott (Hörspiel des Monats Februar 2018)
- 2019: Dieter und der Wolf (Autor)

Ursendung: 25. Februar 2019, MDR KULTUR, 53'00, Regie: Gabriele Bigott
- 2019: Die Entgiftung des Mannes (Autor) – nominiert für den Hörspielpreis der Kriegsblinden 2020

Ursendung: 4. November 2019, MDR KULTUR, 54'00, Regie: Stefan Kanis